# Estadio Olímpico de Tapachula
Das Estadio Olímpico de Tapachula ist ein Fußballstadion in Tapachula, der wirtschaftlich bedeutendsten Stadt des mexikanischen Bundesstaates Chiapas. 

## Geschichte
Das Stadion wurde am 5. Februar 1989 mit dem Spiel des Club América aus der mexikanischen Hauptstadt gegen den Aurora FC aus der guatemaltekischen Hauptstadt eröffnet (Tapachula liegt nur 18 km von der guatemaltekischen Grenze entfernt).
Erstmals war das Stadion Austragungsort der zweiten mexikanischen Fußballliga, nachdem die Potros Zitácuaro im Winter 2002/03 nach Tapachula transferiert und in Club Tapachula umbenannt worden waren. Die Mannschaft stieg zwar bereits nach einem halben Jahr aus der zweiten Liga ab, doch mit den Jaguares de Tapachula, die in der Saison 2003/04 in der Primera División 'A' spielten, hatte die Stadt und das Stadion einen unmittelbaren Nachfolger in der zweiten Liga. Zwar stiegen die Jaguares unmittelbar wieder ab, kehrten aber zur Saison 2007/08 noch einmal für ein Jahr in die zweite Liga zurück. Am Ende der Saison verließen sie das Estadio Olímpico de Tapachula jedoch und verzogen nach Tuxtla Gutiérrez. 
Als 2015 mit den Cafetaleros de Tapachula ein neues Franchise ins Leben gerufen wurde, das die Lizenz des Altamira FC erwarb und in der Saison 2015/16 in der zweitklassigen Ascenso MX startete, gab die Regierung des Bundesstaates Chiapas als Eigentümerin des Stadions entsprechende Modernisierungsmaßnahmen in Auftrag.
Die Eigentümer der Cafetaleros hatten jedoch bald höhere Ziele und strebten den Aufstieg in die höchste Spielklasse an. Im Bestreben, diese zu erreichen, wurde das Stadion bereits 2017 erneut umgebaut und die Kapazität auf 22.000 erhöht. Noch in derselben Saison 2017/18 gelang dem noch jungen Verein tatsächlich der Aufstieg in die erste Liga.